# Zr. Ms. Karel Doorman (A833)
La Zr. Ms. Karel Doorman (A833) è una nave di supporto (logistico) congiunto (JSS) della Koninklijke Marine.
La nave – come altre 3 navi della marina olandese in passato – porta il nome dell'ammiraglio Karel Doorman, sostituisce le due petroliere Zuiderkruis e Amsterdam ed è la più grande nave dalla marina neerlandese. Essa è classificata come nave ausiliaria ed il pennant number NATO è "A833".
La nave ha 3 compiti principali:
- Rifornimento in mare di altre navi militari.
- Trasporto marittimo strategico, compreso imbarco e sbarco di personale e di attrezzature in caso di assenza o di limitate strutture portuali.
- Supporto logistico dal mare (seabasing), dove la nave funge da base per l'esecuzione e il supporto delle operazioni a terra.

La Karel Doorman può svolgere questi compiti in tutto il mondo, anche partecipando a task force internazionali (ad esempio durante conflitti armati, operazioni di guerra e di supporto civile). I Paesi Bassi in genere utilizzano la nave per la funzione di approvvigionamento e rifornimento marittimo. Per gli altri 2 compiti, sono ricercate delle possibilità di utilizzo congiunto internazionale. Il 4 febbraio 2016, i Paesi Bassi hanno firmato un accordo con la Germania per l'utilizzo congiunto della nave.
La nave è dotata di un sistema di carico roll-on/roll-off; a poppa si trova un portellone dotato di una rampa per che consente di rifornire i mezzi da sbarco LCU, ma non vi è alcun bacino allagabile per trasportare gli LCU, come lo hanno gli LPD.
La nave ha anche un ospedale con 2 sale operatorie e un reparto di cure speciali; la nave è intervenuta per contrastare l'epidemia di febbre emorragica di Ebola in Africa occidentale del 2014 ed ha partecipato alle operazioni di soccorso a seguito dell'uragano Irma a Saint Martin.

## Altre navi con lo stesso nome
- Hr. Ms. Karel Doorman (QH1), ex HMS Nairana (D05), una portaerei di scorta della classe Nairana, che fu la prima portaerei olandese,
- Hr. Ms. Karel Doorman (R81), ex HMS Venerable (R63), una portaerei leggera della classe Colossus, che fu la seconda portaerei olandese,
- Hr. Ms. Karel Doorman (F827), fregata missilistica, nave capoclasse della classe Karel Doorman,